# Condado de Nicholas (Virginia Occidental)
El condado de Nicholas (en inglés: Nicholas County), fundado en 1818, es uno de los 55 condados del estado estadounidense de Virginia Occidental. En el año 2000 tenía una población de 26.562 habitantes con una densidad poblacional de 16 personas por km². La sede del condado es Summersville.

## Geografía
Según la Oficina del Censo, el condado tiene un área total de 1694 km² (654,1 mi²), de la cual 1681 km² (649 mi²) es tierra y 16 km² (6,2 mi²) (0.88%) es agua.

### Condados adyacentes
- Condado de Braxton - norte
- Condado de Webster - noreste
- Condado de Greenbrier - sureste
- Condado de Fayette - suroeste
- Condado de Clay - noroeste
- Condado de Kanawha - oeste

### Carreteras
- U.S. Highway 19
- Ruta de Virginia Occidental 20
- Ruta de Virginia Occidental 39
- Ruta de Virginia Occidental 41
- Ruta de Virginia Occidental 55

## Demografía
En el 2000 la renta per cápita promedia del condado era de $26,974, y el ingreso promedio para una familia era de $32,074. En 2000 los hombres tenían un ingreso per cápita de $30,508 versus $17,964 para las mujeres. El ingreso per cápita para el condado era de $15,207. Alrededor del 19.20% de la población estaba bajo el umbral de pobreza nacional.

## Ciudades y pueblos

### Comunidades incorporadas
- Richwood
- Summersville

### Comunidades no incorporadas
| - Belva - Bentree - Birch River - Calvin - Cambria | - Canvas - Cottle - Craigsville - Drennen - Enon | - Fenwick - Gilboa - Holcomb - Hookersville - Kesslers Cross Lanes | - Leivasy - Lockwood - Mount Nebo - Muddelty - Nettie | - New Hope - Odell Town - Persinger - Pool - Swiss | - Tioga - Werth - Zela |